# Río Nacaome
El río Nacaome es un río de la vertiente del Pacífico de Honduras, que nace de la confluencia de los ríos de la Sonta y Azacualpa. Tiene una longitud de 110 km si se incluye la extensión del confluente Azacualpa desde su nacimiento en la sierra de Letaperique (14°00′52″N 87°25′29″O / 14.01433, -87.42460) al punto de confluencia en Los Encuentros (13°47′19″N 87°42′46″O / 13.78861, -87.71278) hasta su desembocadura en el golfo de Fonseca (océano Pacífico). La cuenca del río Nacaome tiene una superficie de 3478 km².

## Central hidroeléctrica
Aguas arriba de la localidad de San Antonio de Flores se encuentra la represa de usos múltiples José Cecilio Valle. Equipada con una central hidroélectrica. El caudal regularizado sirve para abasrtecer de agua potable a los municipios de San Antonio de Flores; Pespire; Nacaome; y San Lorenzo, además de más de 75 comunidades rurales.